# Yamaha XV 535 Virago
La Yamaha XV 535 Virago è una motocicletta prodotta dalla casa motociclistica giapponese Yamaha a partire dal 1987 fino al 2003. La sospensione  posteriore  è a doppio ammortizzare 

## Descrizione
Il motore , dalla cubatura di 535 cm³, è un bicilindrico a V con angolo tra le bancate di 70°, avente raffreddamento ad aria con un solo albero a camme in testa.
Questa motocicletta adotta una soluzione tecnica piuttosto insolita in quanto è una delle poche piccole motociclette cruiser che utilizza una propulsore montato frontemarcia con trasmissione finale a cardano, invece che di un sistema a catena o cinghia. Dotata di un cambio a 5 velocità, la moto impiega una frizione a dischi multipli in bagno d'olio. La sospensione anteriore utilizzata è una forcella telescopica, mentre al posteriore invece monta un doppio ammortizzatore a molla.
Le moto prodotte dal 1987 al 1988 
avevano il serbatoio sottosella da nove litri, anziché dietro al manubrio del guidatore, dove invece vi erano i cablaggi elettrici.
Dal 1989, la XV 535 adottò un doppio serbatoio con una capacità totale di 13,5 litri e un disco freno anteriore forato. Pur mantenendo le stesse caratteristiche generali, subì diverse modifiche tra il 1989 e il 1996: tra cui l'accensione digitale TCI (1991) e il freno anteriore a doppio pistoncino (1995).

## Caratteristiche tecniche
| Caratteristiche tecniche - Yamaha XV 535 Virago | Caratteristiche tecniche - Yamaha XV 535 Virago                   | Caratteristiche tecniche - Yamaha XV 535 Virago                   | Caratteristiche tecniche - Yamaha XV 535 Virago                   | Caratteristiche tecniche - Yamaha XV 535 Virago                   | Caratteristiche tecniche - Yamaha XV 535 Virago                   |
| --- | ----------------------------------------------------------------- | ----------------------------------------------------------------- | ----------------------------------------------------------------- | ----------------------------------------------------------------- | ----------------------------------------------------------------- |
| |                                                                   |                                                                   |                                                                   |                                                                   |                                                                   |
| Dimensioni e pesi |                                                                   |                                                                   |                                                                   |                                                                   |                                                                   |
| Meccanica |                                                                   |                                                                   |                                                                   |                                                                   |                                                                   |
| Tipo motore: V2 di 70° | Tipo motore: V2 di 70°                                            | Tipo motore: V2 di 70°                                            | Tipo motore: V2 di 70°                                            | Raffreddamento: raffreddamento ad aria                            | Raffreddamento: raffreddamento ad aria                            |
| Cilindrata | 535 cm³ (Alesaggio 76 × Corsa 59 mm)                              | 535 cm³ (Alesaggio 76 × Corsa 59 mm)                              | 535 cm³ (Alesaggio 76 × Corsa 59 mm)                              | 535 cm³ (Alesaggio 76 × Corsa 59 mm)                              | 535 cm³ (Alesaggio 76 × Corsa 59 mm)                              |
| Distribuzione: SOHC a 2 valvole per cilindro | Distribuzione: SOHC a 2 valvole per cilindro                      | Distribuzione: SOHC a 2 valvole per cilindro                      | Alimentazione: 2 carburatori Mikuni ∅ 34 mm                       | Alimentazione: 2 carburatori Mikuni ∅ 34 mm                       | Alimentazione: 2 carburatori Mikuni ∅ 34 mm                       |
| Frizione: dischi multipli in bagno d'olio | Frizione: dischi multipli in bagno d'olio                         | Frizione: dischi multipli in bagno d'olio                         | Cambio: a 5 rapporti                                              | Cambio: a 5 rapporti                                              | Cambio: a 5 rapporti                                              |
| Accensione | elettronica CDI                                                   | elettronica CDI                                                   | elettronica CDI                                                   | elettronica CDI                                                   | elettronica CDI                                                   |
| Trasmissione | a cardano                                                         | a cardano                                                         | a cardano                                                         | a cardano                                                         | a cardano                                                         |
| Avviamento | elettrico                                                         | elettrico                                                         | elettrico                                                         | elettrico                                                         | elettrico                                                         |
| Ciclistica |                                                                   |                                                                   |                                                                   |                                                                   |                                                                   |
| Telaio | deltabox                                                          | deltabox                                                          | deltabox                                                          | deltabox                                                          | deltabox                                                          |
| Sospensioni | Anteriore: forcella telescopica / Posteriore: Doppio ammortizzare | Anteriore: forcella telescopica / Posteriore: Doppio ammortizzare | Anteriore: forcella telescopica / Posteriore: Doppio ammortizzare | Anteriore: forcella telescopica / Posteriore: Doppio ammortizzare | Anteriore: forcella telescopica / Posteriore: Doppio ammortizzare |
| Freni | Anteriore: disco / Posteriore: disco singolo                      | Anteriore: disco / Posteriore: disco singolo                      | Anteriore: disco / Posteriore: disco singolo                      | Anteriore: disco / Posteriore: disco singolo                      | Anteriore: disco / Posteriore: disco singolo                      |
| Fonte dei dati: https://web.archive.org/web/20140915160731/https://www.motorcyclespecs.co.za/Gallery%20%20A/Yamaha%20XV%20535%20Virago%2097%20%203.jpg |                                                                   |                                                                   |                                                                   |                                                                   |                                                                   |